# West Milton (Ohio)
Pour les articles homonymes, voir West Milton.
West Milton est un village américain situé dans le comté de Miami, dans l'Ohio. Selon le recensement de 2010, sa population est de 4 630 habitants.